# Bases antarctiques du Chili

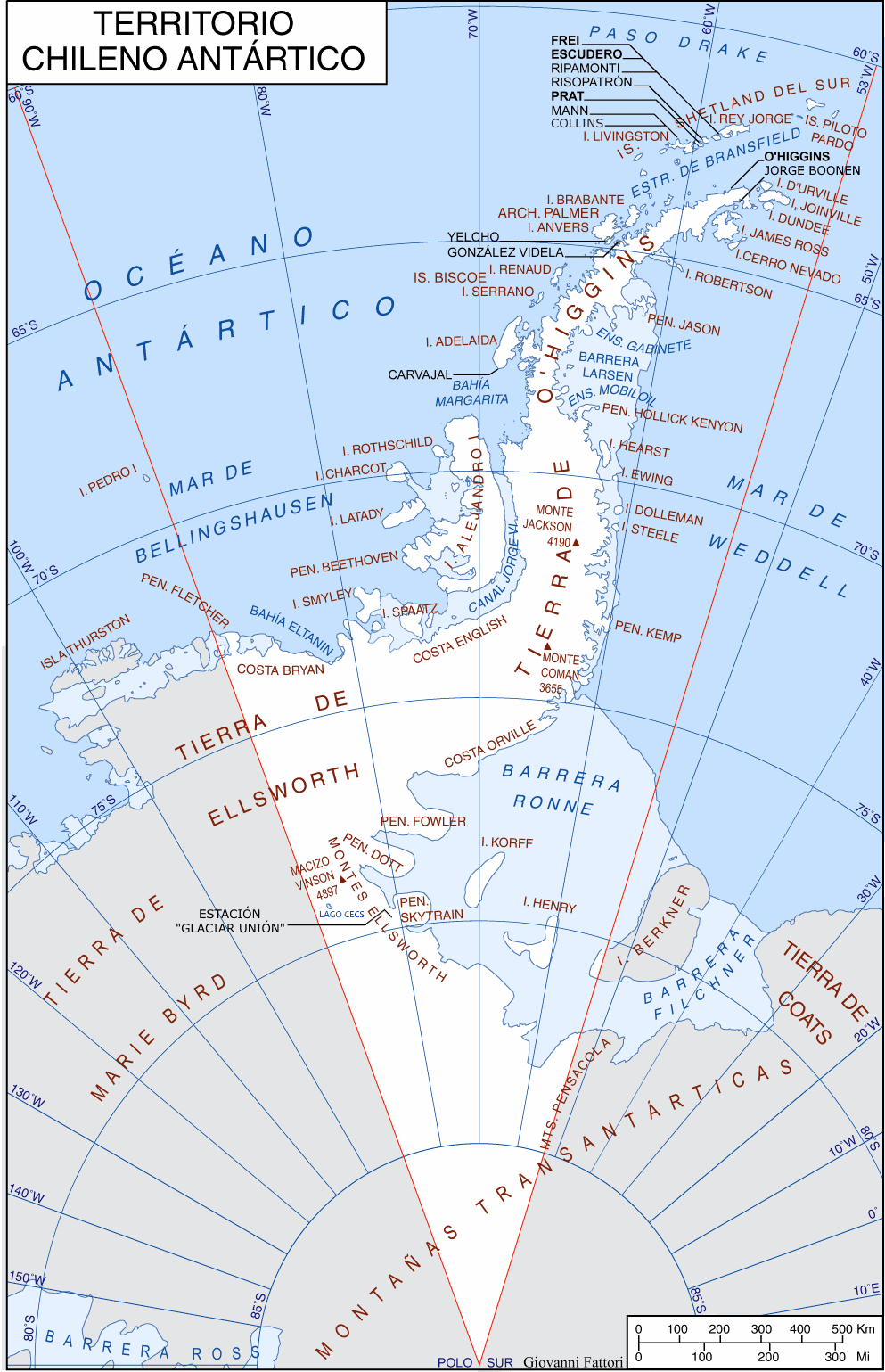
Carte montrant la localisation des bases chiliennes

Les bases antarctiques du Chili sont des stations de recherche gérées par le Chili et situées en Antarctique. Elles sont composées de bases permanentes (ouvertes toute l’année) et dites d’été (ouvertes durant l’été austral).

## Bases permanentes
- Base Naval Capitán Arturo Prat (62° 30′ 00″ S, 59° 41′ 00″ O, Île  Greenwich, Shetland du Sud)
- Base General Bernardo O'Higgins (63° 19′ 15″ S, 57° 54′ 01″ O), Côte nord de la Péninsule Antarctique)
- Base Presidente Eduardo Frei Montalva      (62° 12′ 00″ S, 58° 57′ 51″ O), Île du Roi-George, Shetland du Sud), la plus grande base antarctique chilienne.
- Base Profesor Julio Escudero  (62° 12′ 04″ S, 58° 57′ 45″ O, Île du Roi-George, Shetland du Sud)

## Bases d'été
- Base Cañas Montalva (63° 32′ 15″ S, 57° 24′ 11″ O(Bahía Duse, nord-est de la Terre d'O'Higgins)
- Base Carvajal (67° 45′ 00″ S, 68° 54′ 00″ O Île Avian, sud de l'Île Adélaïde)
- Base Presidente Gabriel González Videla (64° 49′ 00″ S, 62° 52′ 00″ O, Bahía Paraíso, Terre d'O'Higgins)
- Base Comodoro Guesalaga
- Base Antonio Huneeus (80° 18′ 07″ S, 81° 20′ 39″ O, Patriot Hills, Monts Ellsworth)
- Refugio Dr. Guillermo Mann (64° 17,8′ S, 61° 04′ O Bahía Hughes, nord-ouest de la Tierre de O'Higgins)
- Base Teniente Parodi (Patriot Hills) (80° 18′ S, 81° 22′ O, Monts Ellsworth)
- Base Julio Ripamonti       (62° 12′ 04″ S, 58° 53′ 08″ O, Île Ardley, Shetland du Sud)
- Base Luis Risopatrón      (62° 22′ 00″ S, 59° 40′ 00″ O, Île Robert, Shetland du Sud)
- Base Shirreff      (62° 27′ S, 60° 47′ O, Île Livingston, Shetland du Sud)
- Base Yankee Bay	(62° 32′ S, 59° 48′ O, Île Greenwich, Shetland du Sud)
- Base Yelcho          (64° 52′ 00″ S, 63° 35′ 00″ O, Île Doumer, Archipel Palmer)